# Trédrez-Locquémeau
Trédrez-Locquémeau (tiếng Breton: Tredraezh-Lokemo) là một xã của tỉnh Côtes-d’Armor, thuộc vùng Bretagne, tây bắc Pháp.

## Dân số
Người dân ở Trédrez-Locquémeau được gọi là Trédréziens.